# Skåraholmen
Skåraholmen, est une île dans le landskap Sunnhordland du comté de Vestland. Elle appartient administrativement à Bjørnafjorden.

## Géographie
Rocheuse et désertique, à fleur d'eau, elle s'étend sur environ 72 m de longueur pour une largeur approximative de 39 m. Elle compte un bâtiment.